# Dean Furman
Dean Furman (Cidade do Cabo, 22 de junho de 1988) é um futebolista profissional sul-africano que atua como meia.

## Carreira
Dean Furman representou o elenco da Seleção Sul-Africana de Futebol no Campeonato Africano das Nações de 2015.